# Kryzys messyński

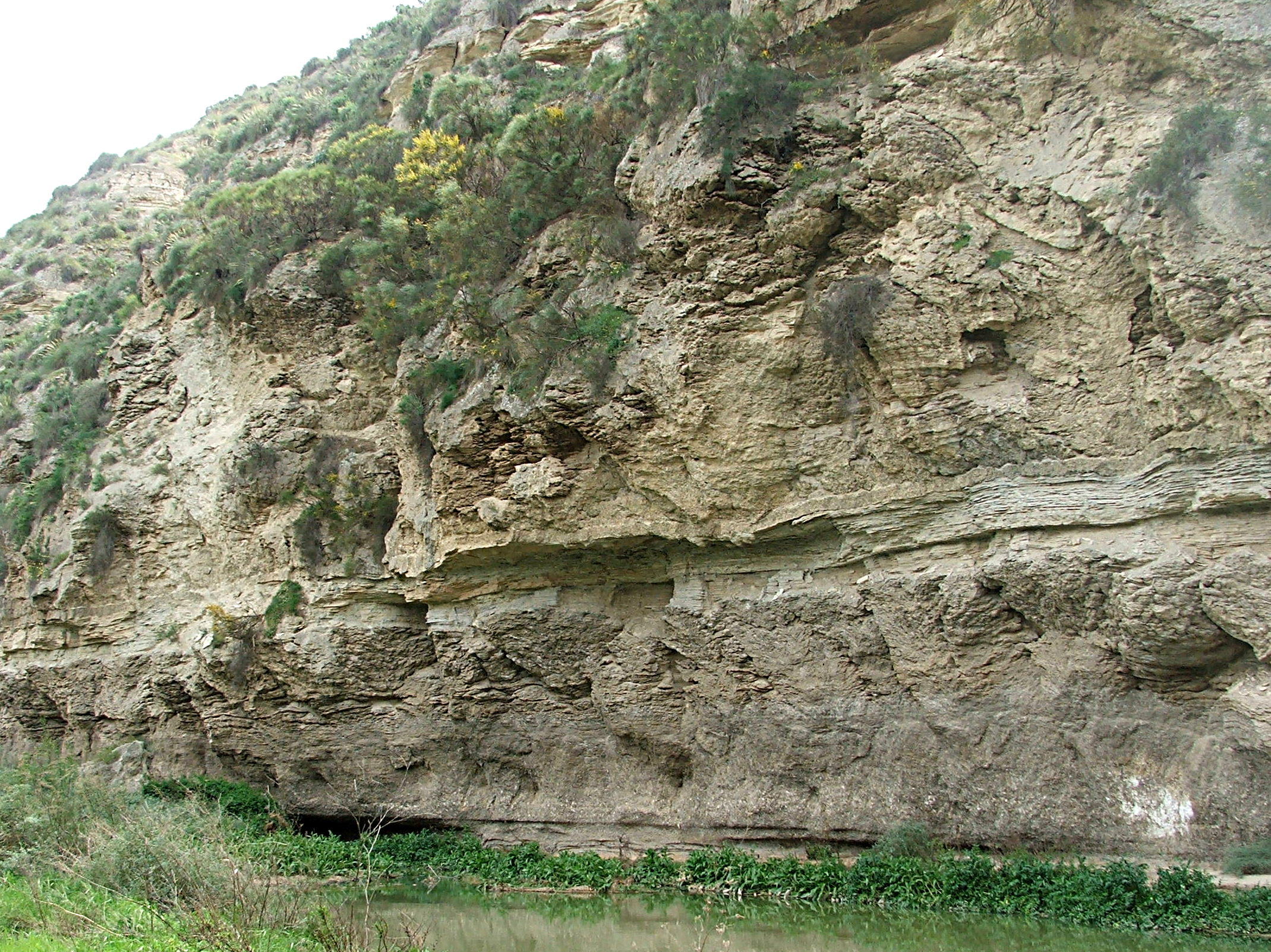
Skały gipsowe powstałe w czasie kryzysu messyńskiego

Kryzys messyński (ang. Messinian Event) – geologiczne zdarzenie, podczas którego Morze Śródziemne prawie całkowicie wyparowało.
W tym okresie Nil płynął aż do Sycylii, łącząc się z Dunajem. Pozostały kaniony rzek wcięte na 3 km pod obecny poziom morza.
Pierwsze dowody zostały dostarczone z rdzeni odwiertów dna przez statek badawczy RV Glomar Challenger. W rdzeniach z wiercenia dna morza znaleziono wtedy rzeczne otoczaki, gips, anhydryt, sól i inne minerały powstające z nasyconej solanki, jakie dziś formują się w zatoce Kara Bogaz Goł czy w Wielkim Jeziorze Słonym.
W Asuanie 1200 km od delty Nilu dno kanionu jest 700 m pod osadami. Stwierdzono to w latach 50. XX wieku przy projektowaniu Tamy Asuańskiej. Takie wcięcie mogło się wytworzyć tylko przy obniżonym ujściu Nilu. Odwierty w Kairze potwierdziły głęboki kanion pokryty późniejszymi osadami. Wydobyto skamieniałe muły zawierające pęknięcia, jakie formują się na powierzchni, gdy muł wysycha i pęka. Dno kanionu w Kairze znajduje się 2400 m poniżej poziomu morza. Oznacza to, że depresja śródziemnomorska musiała być co najmniej tej głębokości, gdyż kanion żłobiony był przez płynące w dół wody rzeki Nil.
Rdzenie z dna morskiego pokazują szereg cykli zalewania i osuszania morza. Olbrzymia miąższość ewaporatów osadzonych w tamtym okresie świadczy o tym iż musiały one osadzać się w kilku cyklach sedymentacyjnych. Na podstawie tychże osadów stwierdzono, że Morze Śródziemne w kilku cyklach na przemian wysychało po czym ponownie było zalewane wodami z Atlantyku.
Na podstawie datowań paleomagnetycznych stwierdzono, że zdarzenie to miało miejsce ok. 5,96 miliona lat temu, w miocenie górnym, a dokładnie w messynie.
Morze Śródziemne oddzielone zostało od Atlantyku 5,59–5,33 miliona lat temu. 5,59–5,50 miliona lat temu miał miejsce okres silnie wzmożonej erozji, tworzyły się między innymi wielkie kaniony, niektóre wielkości Wielkiego Kanionu w USA. 5,50–5,33 miliona lat temu rozpoczął się okres kilku cykli sedymentacyjnych.
Skutkiem tych procesów było między innymi olbrzymie zasolenie, uniemożliwiające życie jakimkolwiek roślinom oraz utrudniające byt zwierzętom zamieszkującym badany obszar, zamieniając niemal cały basen morza w pustynię. Temperatura na omawianym obszarze także uległa zwiększeniu, o czym świadczy obecność zdeponowanego tam anhydrytu, który osadza się jedynie w ciepłej wodzie o temperaturze powyżej 35 stopni Celsjusza. Poza tym rzeki miały obniżoną bazę erozyjną, co spowodowało wcinanie się ich nawet o 2400 m głębiej, tworzyły one w ten sposób olbrzymie kaniony. Na ich dnie, 2400 m poniżej poziomu morza, przy temperaturze 35 stopni ciśnienie powietrza wynosić mogło nawet 1,71 atm (1300 mmHg).
Patrząc pod kątem globalnych skutków, woda, która wyparowała z Morza Śródziemnego, w postaci opadu atmosferycznego powróciła na ziemię podnosząc poziom oceanów nawet o 10 m.
Gdyby dziś Gibraltar się zamknął, woda wyparowałaby w ciągu mniej niż 1000 lat, a biorąc pod uwagę suchy klimat okresów zlodowaceń, depresyjny wzrost temperatury i efekt sirocco – w około 300 lat. W skali geologicznej jest to bardzo krótki i trudny do uchwycenia okres.
Geotektoniczne zamknięcie cieśniny jest możliwe także w przyszłości. Dyskutowane są różne mechanizmy które mogły doprowadzić do zamknięcia cieśniny, ponieważ nie jest znana jego przyczyna, ani mechanizm:
- przechylanie izostatyczne
- procesy sedymentacyjne
- obniżenie poziomu oceanów
- dryf płyt tektonicznych

Lodowce na północy platformy kontynentalnej mogą powodować zanurzenie jej na północy i uniesienie na południu. W Pirenejach podczas zlodowaceń plejstoceńskich tworzyły się pokaźne lodowce. Dziś proces odwrotny powoduje obniżanie wybrzeży Portugalii czy podnoszenie się Skandynawii jako zauważalne w historycznej skali cofanie się morza. Stare porty są kilometry od brzegu z powodu ruchów izostatycznych. W przypadku osuszenia depresji śródziemnomorskiej powinno nastąpić wtórne zamknięcie Cieśniny Gibraltarskiej spowodowane podniesieniem dna wynikającym z prawa Archimedesa. Występowanie tego zjawiska w późnym okresie tłumaczy karłowate endemiczne gatunki słoniowatych i hipopotamów na wyspach Morza Śródziemnego.

## Implikacje na ziemiach obecnej Polski
U schyłku miocenu na obszarze obecnej Polski panował klimat pustynny. Prawdopodobnie wówczas na wychodniach osadów sarmackich rozwinęły się krzemionkowo-żelaziste „pancerze pustynne z powierzchniowymi „polewami pustynnymi”. W tak suchym klimacie nie mogła rozwinąć się dniestrzańska erozja jarowa, pomimo że jej baza – czyli poziom morza pontyjskiego była 1600 m poniżej dzisiejszej.
Messyńskie pancerze pustynne zapewne bardzo istotnie przyczyniły się do wzrostu morfotwórczego znaczenia wcześniejszych procesów sylifikacji piasków, rozwijających się sedymentacyjne na końcowych etapach sarmackiej transgresji. Ówczesna sylifikacja nie była niewątpliwym wskaźnikiem klimatu pustynnego. Mogła bowiem ona rozwijać się lokalnie, w środowisku silnie alkalicznym płytkich wód morskich, sprzyjających „uruchomieniu” krzemionki. W takich właśnie warunkach sylifikowane były w piętrze  badeńskim szczątki drzew bujnego lasu podzwrotnikowego porastającego wyspy lądowe na obszarze dzisiejszego Roztocza. Być może w podobnych warunkach sylifikowane były ławice piasków sarmackich; cementującym składnikiem był bowiem – jak w przypadku badeńskich szczątków drzew – w przeważającej części kwarc. Wniosek taki jest zgodny z wynikami badań paleobotanicznych, według których roślinność sarmacka była podobna do badeńskiej. Natomiast w cementacyjnych naskorupieniach pustynnych, które rozwinęły się dopiero później w warunkach lądowych, występuje chalcedon, opal lub kwarc, przy czym opal w szczególności traktowany jest jako wskaźnik klimatu suchego.
Lokalna sylifikacja w zatokach morza badeńskiego i sarmackiego, a także później rozwijające na rozległych obszarach pancerze pustyni messyńskiej miały wielkie znaczenie dla rozwoju krajobrazu najstarszych wzgórz ostańcowych Wyżyny Lubelskiej, Roztocza i strefy krawędziowej Podola. Pierwszy etap ich rozwoju można więc chyba datować na piętro messyńskie (schyłek miocenu). W klimacie pustynnym rozwijały się wówczas nie tylko krajobrazy typu hamady, ale także piaszczyste typu ergów – o wychodniach niescementowanych warstw osadów sarmackich. W rezultacie denudacji w warunkach suchego klimatu akcentowane były starsze cechy morfostrukturalne obszaru, a także zróżnicowanie litologiczne warstw sarmackich oraz ich podłoża. Podczas długotrwałego kryzysu messyńskiego pokrywa niescementowanych piasków sarmackich uległa więc zapewne znacznej degradacji. Omawiane wyżyny miały wówczas cechy kwalifikujące do wyróżnianej przez J. Budela (1977) „suchej strefy tropikalnej kształtowania zrównań”.